# Gemarkung Schlockenau
Die Gemarkung Schlockenau ist eine Gemarkung im Landkreis Kulmbach, die vollständig auf dem Kommunalgebiet des Marktes Grafengehaig liegt.
Die Gemarkung hat eine Fläche von 1,981 km². Sie ist in 214 Flurstücke aufgeteilt, die eine durchschnittliche Flurstücksfläche von 9254,94 m² haben. In ihr liegen die Gemeindeteile Bromenhof und Schlockenau.
Die Nachbargemarkungen sind:
| - Gemarkung Enchenreuth - Gemarkung Eppenreuth | - Gemarkung Horbach - Gemarkung Walberngrün |